# 西牛頓鎮區 (明尼蘇達州尼科萊特縣)
西牛頓鎮區（英語：West Newton Township）是位於美國明尼蘇達州尼科萊特縣的一個行政鎮區，於1858年設立。

## 地方資料
西牛頓鎮區的面積為98.99平方千米，當中陸地面積為97.67平方千米，而水域面積為1.31平方千米。根據2020年美國人口普查的數據，當地共有人口423人，而人口密度為每平方千米4.27人。